# Pojezierze Sławskie
Pojezierze Sławskie (315.81) – mezoregion fizycznogeograficzny w środkowo-zachodniej Polsce, stanowiący najniższą, zachodnią część Pojezierza Leszczyńskiego. Region graniczy od północy z Doliną Środkowej Obry, od zachodu z Kotliną Kargowską, od południa z Pradoliną Głogowską i Wysoczyzną Leszczyńską, a od wschodu z  Pojezierzem Krzywińskim i Kotliną Kościańską. Pojezierze Sławskie leży na pograniczu województw: lubuskiego i wielkopolskiego oraz fragmentarycznie na obszarze woj. dolnośląskiego. Nazwa regionu pochodzi od miasta Sława.
Mezoregion jest pojezierzem (największym jeziorem jest Jezioro Sławskie) od południa zamkniętym zespołem moren czołowych i kemów ostatniego zlodowacenia. Pojezierze Sławskie jest ze względu na urozmaicone ukształtowanie terenu i obecność lasów i jezior regionem o dużej atrakcyjności turystycznej.
Głównymi ośrodkmi miejskimi regionu są Śmigiel i Sława, ponadto leżą tu wsie Włoszakowice i Wijewo.